# Grecs de Roumanie
Les Grecs de Roumanie (en grec : Έλληνες της Ρουμανίας / Éllines tis Roumanías, et en roumain : Grecii din România) forment l’une des minorités nationales légalement reconnues de ce pays.
Selon le recensement de 2011, elle comprend 6 513 personnes déclarées comme telles, à Bucarest mais surtout dans les județe de Constanța, Tulcea, Brăila et Galați qui sont les zones d’implantation historique.
La communauté hellénique a subi une importante diminution par émigration (le recensement de 1930 donnait 26 425 Grecs). Cette émigration s’est effectuée dans le cadre de la loi grecque du « retour au pays » qui offre aux ressortissants d’origine grecque (ομογενείς – homogeneis) de tous pays, la possibilité de s’installer en Grèce comme citoyens grecs, moyennant un examen de langue (grec moderne) et d’histoire.
Toutefois, de nombreux couples sont mixtes et de nombreuses familles sont roumanisées, et le Ministère grec des affaires étrangères estime la communauté à 14 000 personnes environ, en se fondant sur les mariages, les baptêmes et les obsèques dans les églises helléniques de Roumanie.
L’Union hellénique de Roumanie, fondée en 1990, est le parti politique ethnique qui, conformément à la loi roumaine, représente au Parlement roumain les intérêts de cette communauté.

## Histoire

### Période ancienne
La présence hellénique sur l’actuel territoire de la Roumanie commence avec l’établissement des colonies (apoikiai) et des comptoirs (emporiai) de la Mer Noire et des bouches de l’Istros à partir du VIIe siècle av. J.-C. Les plus connues sont Aegyssos, Histros et Tomis (où Ovide finit sa vie, et qui est devenue une grande ville au XXe siècle). L’hellénisme a profondément influencé les Thraces et les Daces dont la romanisation est à l’origine des populations latines des Balkans et du Bas-Danube, ancêtres des roumanophones, jadis appelés Valaques. La religion initiale de ces populations, avant la christianisation sous l’égide de Constantinople, était le culte de Gabeleisos et de Zalmoxis, une variante de l’orphisme. Toutefois, sous la domination romaine, la romanisation n’a affecté que l’intérieur des terres, au nord et à l’ouest de la ligne Jireček ; au sud et à l’est de celle-ci, ainsi que sur tout le littoral de la Mer Noire, ce sont l’hellénisme et la langue grecque qui se sont maintenus jusqu’à l’arrivée des Slaves, et, sur le bord de mer, jusqu’au XXe siècle sous les différentes dominations politiques qui ont succédé à l’Empire byzantin.

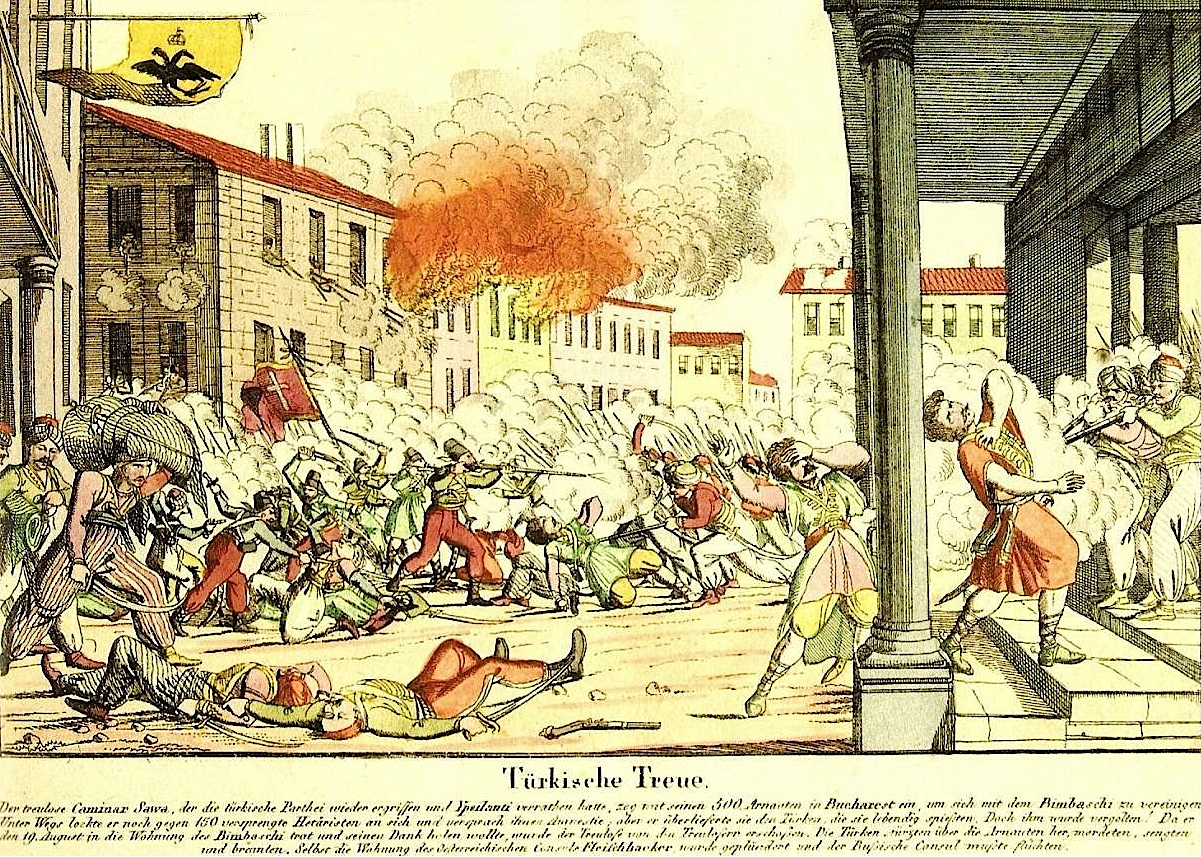
Les révolutionnaires de la Société des Amis combattent l’armée turque à Bucarest en 1821

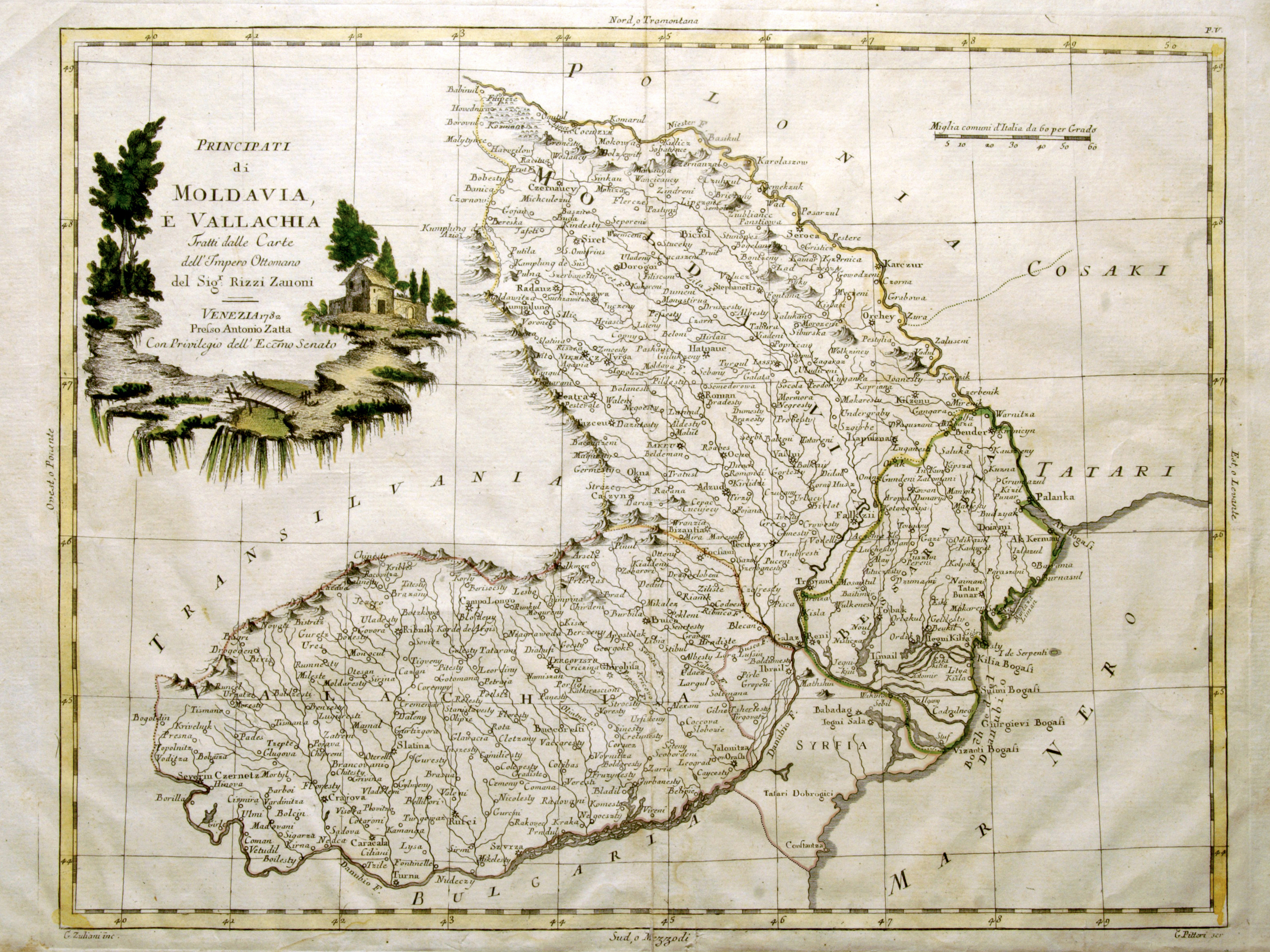
Les principautés roumaines à l'époque phanariote, carte italienne de G. Pittori, d'après le géographe Giovanni Antonio Rizzi Zannoni.

En outre, après la chute de celui-ci et son remplacement par l’Empire ottoman, les principautés roumaines (en grec παραδουνάβιες χώρες) de Moldavie et Valachie, ont eu, surtout après le traité de Koutchouk-Kaïnardji de 1774, des princes grecs phanariotes (hospodars), suivis par une multitude de commerçants, d’artisans, de navigateurs et de lettrés, au point que le grec fut la langue officielle de leurs chancelleries et la principale langue d’enseignement. Nombreux furent ceux qui s’intégrèrent à la noblesse roumaine, devenant boyards. Mais d’un autre côté, la « Société des Amis », organisation révolutionnaire, y trouva un terreau fertile et y déclencha, simultanément, la révolution roumaine de 1821 (qui échoua) et la guerre d'indépendance grecque (qui réussit, mais à un prix très élevé).

### Période moderne

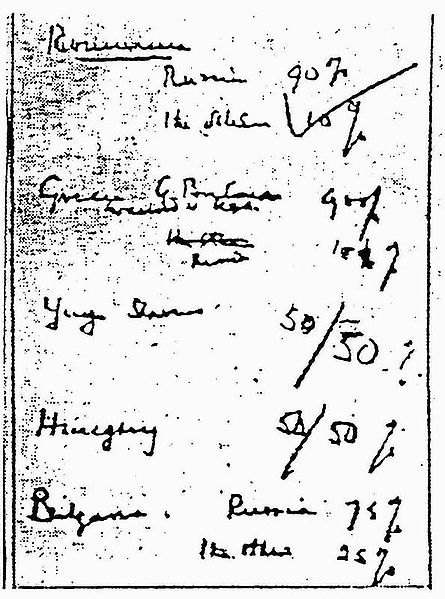
Conservé à la Bildarchiv der Österreichischen Nationalbibliothek de Vienne, le fameux accord des « zones d'influence » contresigné par Churchill et Staline à Moscou le 9 octobre 1944 : pour garder la Grèce dans sa zone, Churchill propose à Staline la Roumanie.

Au XXe siècle, alors que les Grecs de l’époque phanariote se roumanisent au fil des générations (d’où de très nombreux patronymes roumains comme Aristopol, Calimachi, Celibidache, Cosmopol, Costache, Dumitrache, Iorga, Mavrogheni, Nichifor, Paleologu, Papadopol, Xenopol, Zarifopol...), d’autres arrivent de Constantinople ou des rives de la Mer Noire, lors de l’industrialisation, par exemple en Dobrogée lors de la construction (par les Britanniques) de la voie ferrée Cernavodă-Constanța pour écouler les grains des « pays danubiens » vers la Mer Noire. Ce sont les Grecs pontiques, qui parlaient un dialecte grec local mêlé de roumain, de bulgare et de turc, évoqué par Panaït Istrati.
Après 1945, en conséquence de l’accord de Moscou du 9 octobre 1944 officialisé par la Conférence de Yalta, le régime communiste s’impose en Roumanie tandis que les communistes grecs sont défaits dans la guerre civile grecque, en dépit des opinions majoritaires des deux peuples. De ce fait, un double courant de migrations grecques a lieu entre la Grèce et la Roumanie : plusieurs milliers de « Koukoués » (communistes) fuient la Grèce et s’installent en Roumanie, tandis que dans l’autre sens, des dizaines de milliers de homogeneis, leurs propriétés ayant été nationalisées, sont ruinés et quittent définitivement ce pays, profitant de la « Loi du retour » grecque.
Dans la Roumanie communiste, les « Koukoués » furent bien traités par le pouvoir et certains intégrèrent la nomenklatura, mais ils furent en butte à l’hostilité des autochtones souffrant de la dictature ; en revanche, les autres Grecs, comme la grande majorité des citoyens du pays, eurent à en souffrir et étaient, de plus, persécutés comme minorité ayant une « mère patrie » dans le « camp impérialiste » (de même que les Allemands, les Juifs et les Turcs). L’émigration vers la Grèce était autorisée, mais coûtait cher car les autorités communistes exigeaient d’énormes taxes et le paiement des études effectuées (or la plupart des Grecs vivant depuis longtemps en Roumanie avaient un niveau de formation élevé). Un quartier de l’est d’Athènes, aux pieds de l’Hymette et au-dessus de Byronas, peuplé de ces réfugiés, s’est longtemps appelé Ρουμανιϰά (Roumaniká).

## Démographie

### Religion
Selon le recensement 2011, 93,78 % des Grecs de Roumanie sont de confession orthodoxes, 1,39 % sont gréco-catholiques, 0,87 % sont athées ou sans religion et 3,86 % sont d'une autre religion.

## Personnalités de Roumanie d'origine grecque
- Jean Cantacuzène
- Marie Cantacuzène
- Famille Caradja
- Elie Carafoli
- Ion Luca Caragiale
- Sergiu Celibidache
- Haricléa Darclée
- Panaït Istrati
- Elisabeta Polihroniade
- Georgios Vitanidis